# Yannis Tafer
Yannis Tafer (* 11. Februar 1991 in Grenoble) ist ein französischer Fußballspieler.

## Karriere
Tafer begann im Alter von sechs Jahren beim FC Échirolles mit dem Fußballspielen. 2004 wechselte er zu Olympique Lyon und durchlief dort die Mannschaften sämtlicher Altersklassen. Nach einer Saison, in der er an den FC Toulouse ausgeliehen war, kehrte er 2011 für kurze Zeit nach Lyon zurück. Seit Sommer 2012 stand er beim FC Lausanne-Sport in der Schweizer Raiffeisen Super League unter Vertrag. Im Sommer 2014 wechselte er vom Absteiger FC Lausanne-Sport zum FC St. Gallen, wo er bis 2019 spielte. Anschließend ging er jeweils für ein halbes Jahr zu Étoile Sportive du Sahel und Neuchâtel Xamax. Den Rest des Jahres 2020 war er ohne Verein und wechselte dann in der Winterpause zum RFC Union Luxemburg. Dort spielte er bis zum Sommer 2022. Nach erneuter Vereinslosigkeit ist er seit Anfang 2023 im Amateurbereich in der Schweiz und Frankreich aktiv.

## Erfolge
- U-19-Europameister: 2010
- Teilnahme an der U-17-Europameisterschaft: 2008
- Teilnahme an der U-20-Weltmeisterschaft: 2011